# Auf der Strecke
Auf der Strecke ist der Abschlussfilm des Schweizer Filmregisseurs Reto Caffi an der Kunsthochschule für Medien Köln aus dem Jahr 2007. Der Film erhielt eine Oscarnominierung in der Kategorie Bester Kurzfilm und wurde unter anderem mit dem Studenten-Oscar und dem Schweizer Filmpreis ausgezeichnet. Die Premiere des Films war bei den Hofer Filmtagen am 27. Oktober 2007. Der Film entstand in Koproduktion mit dem Schweizer Fernsehen (SF DRS).

## Handlung
Rolf ist ein Kaufhausdetektiv in einem Einkaufszentrum in der Stadt Zürich. Er ist seit langer Zeit in die Verkäuferin Sarah verliebt. Dank seiner Überwachungsmittel, die ihm in seinem kleinen Büro zur Verfügung stehen, kann er sie durch seinen kleinen Bildschirm in jeder Ecke des Ladens sehen. Und das tut er auch – er beobachtet sie und was sie tut. Er weiss genau, wann sie nach Hause geht, und setzt sich stets in dieselbe S-Bahn wie sie.
Eines Abends muss er zu seinem Leidwesen mit ansehen, wie Sarah die S-Bahn in Begleitung eines jungen Mannes betritt. Zu seiner Genugtuung kommt es zum Streit zwischen den beiden, woraufhin sie aussteigt. Als sich danach zwischen ihrem Begleiter und einigen aggressiven Jugendlichen ein handgreiflicher Streit anbahnt, verlässt Rolf ebenfalls die S-Bahn. Am nächsten Tag stellt sich heraus, dass es sich bei dem Begleiter um Sarahs Bruder handelte und dieser die Schlägerei nicht überlebt hat. Daraufhin macht sich Rolf große Vorwürfe, die ihn daran hindern, sich auf Sarah einzulassen.

## Kritik
Der Film erhielt von der Deutschen Film- und Medienbewertung das Prädikat „besonders wertvoll“. In der Jurybegründung heißt es, die Figurenzeichnung des Kaufhausdetektivs wirke „stimmig und glaubwürdig“. Der Regisseur schaffe es mit „seiner detailgenauen, einfühlsamen Inszenierung, den Fatalismus aufscheinen zu lassen, an dem seine Hauptfigur leidet“. Insgesamt sei der Film eine „überzeugende Regie-Leistung“ mit einer „guten Besetzung“ und „stimmigen, knappen Dialogen“. Doris Senn schrieb im Filmjahrbuch CINEMA, der Film entwickle sich nach der Schlägerei zu einem „ebenso atmosphärischen wie komplexen Epos im Miniformat, das von Liebe und Rache, von Mut und Feigheit, von Schuld und Sühne handelt“. Dies liege zum einen am „nuancierten Spiel des Hauptdarstellers Roeland Wiesnekker“, zum anderen an der „frische[n] und dynamische[n] Kamera“ von Piotr Rosolowski.

## Auszeichnungen
2008 erhielt Caffi den Studenten-Oscar für den besten ausländischen Film (Honorary Foreign Film Award) und 2009 eine Oscarnominierung der Academy of Motion Picture Arts and Sciences in Los Angeles. Zuvor wurde der Film in Europa vielfach ausgezeichnet, unter anderem mit dem Grand Prix beim Kurzfilmfestival Clermont-Ferrand und dem Schweizer Filmpreis Quartz für den besten Kurzfilm 2008.
Auszeichnungen und Nominationen (Auswahl):
- Oscarnominierung, bester Kurzfilm, Los Angeles (USA), 2009
- Studenten-Oscar in gold für den besten internationalen Kurzfilm bei den Student Academy Awards, Los Angeles (USA), 2008
- Großer Preis der internationalen Jury beim Kurzfilmfestival in Clermont-Ferrand (Frankreich), 2008
- „Lutin“ für den besten europäischen Kurzfilm (aller nationalen Kurzfilmpreisgewinner), Paris, 2008
- „Schweizer Filmpreis“ in der Kategorie „Best Short Film“
- Großer Preis am Sapporo Kurzfilmfestival, Japan
- Großer Preis, Tofifest, Polen
- Grosser Preis, Ourense Filmfestival, Spanien
- „Grand Remi Award“, Worldfest Houston, USA
- „best narrative short“, Brooklyn International Film Festival, USA
- „Best Student-Award“ beim Filmfestival in Aspen (US-Staat Colorado)
- „Best narrative short“ Brooklyn Int’l Filmfestival, New York
- Preis der Studentenjury, Krakau Filmfestival, Polen
- „beste Regie“, „beste Produktion“, „bestes Drehbuch“, Internationales Festival der Filmhochschulen München
- „Babelsberger Media Award“ für den besten fiktionalen Absolventenfilm
- „bester Deutscher Film“, Interfilm Festival, Berlin
- Deutscher Filmpreis, bester Kurzfilm (Nomination)
- „First Steps Award“, bester Kurzfilm (Nomination), Deutschland
- „Innovationspreis“ Internationales KurzFilmFestival Hamburg, Deutschland
- Publikumspreis am Hamburger Kurzfilmfestival, Cork International Filmfestival, Kinofest Lünen, Cinessonne u. v. a.
- Berner Filmpreis und Zürcher Filmpreis für den besten Kurzfilm 2008
- „Prix Walo“, beste Schweizer Filmproduktion 2008
- „Luna de Valencia de plata“, Cinema Jove Valencia, Spanien
- „Best Fiction Film“, Tirana International Film Festival, 2008
- Jurypreis „Best narrative short film“ und Publikumspreis, Kratkofil International Short Film Festival
- Best Fiction Film, Algarve International Film Festival, Portugal
- Prix du Conseil Général, Cergy-Pontoise Festival international du court métrage, Frankreich
- Best Fiction Film, Tabor Filmfestival, 2008
- Prize of the Ministry of Culture and Religious Affairs, Alter-native International Short Film Festival, Madisz
- bester Kurzfilm, Landshuter Kurzfilmfestival, Deutschland
- Grosser Preis, Festival des premiers films Européens „Les enfants terribles“, Frankreich
- „Mer de bronze“, Best of international Short Films Festival, Frankreich
- Publikumspreis und Preis für die beste Kamera, Poitiers Film Festival, Frankreich
- Grand Prix, Sleepwalkers Student Film Festival
- „bester Hauptdarsteller“, Guanajuato International Film Festival. Mexico
- „bester Hauptdarsteller“, Mostra Int. del cortometraggio Montecatini, Italien
- Grosser Preis, Angelus Student Film Festival, Los Angeles, USA
- „beste Regie“ (Nomination), Studio Hamburg Nachwuchspreis, Deutschland